# Diana Melrose

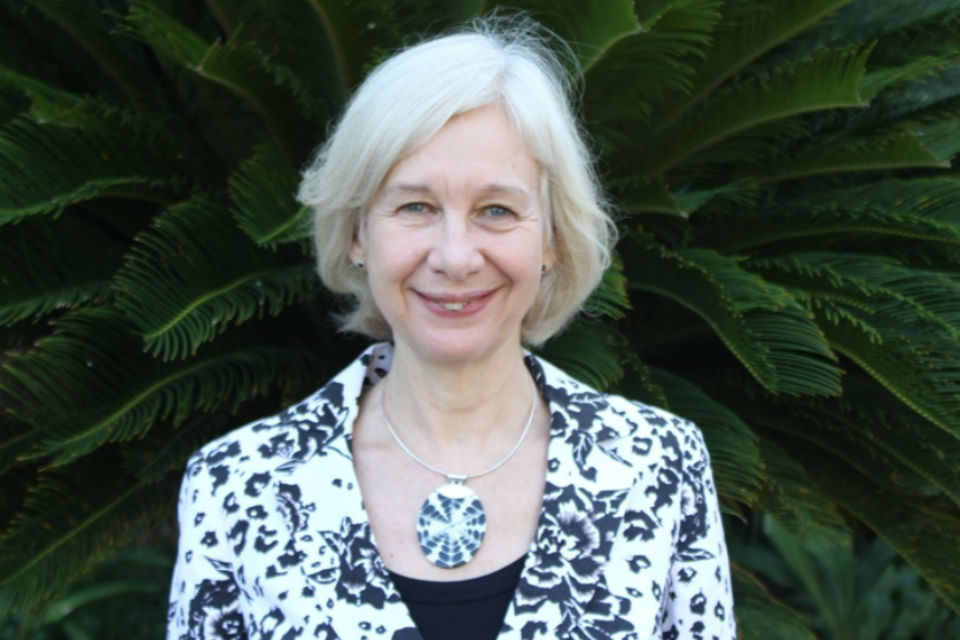
Diana Melrose

Diana Melrose (* 1952 in Bulawayo, Simbabwe) ist eine britische Diplomatin und seit 2008 Botschafterin ihres Landes in Kuba.

## Leben
Die Eltern von Diana Melrose sind Audrey Sybil MacQueen und James Frederick Charles Melrose. Melrose studierte Lateinamerikanistik an der Universität London und Spanisch und Französisch am King’s College London. Sie arbeitete als Übersetzerin. Zu ihren ersten Aufträgen gehörte das Dolmetschen bei britisch-kubanischen Wirtschaftsverhandlungen. Im British Council organisierte sie Reisen von Fachleuten nach Lateinamerika. Ab 1980 engagierte sie sich bei Oxfam UK Ireland, wo sie Programm-Referentin war.
1982 veröffentlichte sie ihre Studie zu Fehlanwendungen von Medizin in unterentwickelten Staaten. 1997 war sie Beraterin des britischen Außenministers im New Labour Government. Melrose trat 1999 in den auswärtigen Dienst. Seit 2008 ist sie Botschafterin des Vereinigten Königreichs in Kuba. Sie ist damit die erste Frau, die diesen Posten bekleidet.

## Schriften (Auswahl)
- Bitter Pills. Medicines and the Third World Poor. Oxfam, Oxford 1987, ISBN 0-85598-065-6 (EA Oxford 1982).
- The Great Health Robbery. Baby Milk and Medicine in Yemen. Oxfam, Oxford 1984, ISBN 0-85598-054-0.
- Nicaragua. The Threat of a Good Example? Oxfam. Oxford 1985, ISBN 0-85598-070-2.
- An interpretation of the works of Alfredo Bryce Echenique. Dissertation, Universität London 1974.